# Krzysztof Piątkowski
Krzysztof Mariusz Piątkowski (ur. 3 września 1969 w Łodzi) – polski polityk i samorządowiec, w latach 2010–2019 wiceprezydent Łodzi, poseł na Sejm IX i X kadencji (2019–2023, od 2024).

## Życiorys
Absolwent Wydziału Filozoficzno-Historycznego oraz Wydziału Zarządzania i Marketingu Uniwersytetu Łódzkiego. Ukończył również studia typu Master of Business Administration Finance and Insurance organizowane przez Politechnikę Łódzką we współpracy z Illinois State University. Pracował zawodowo jako nauczyciel historii, następnie jako menedżer w przedsiębiorstwie z branży medycznej.
Wstąpił do Prawa i Sprawiedliwości. Z listy tej partii kandydował do Sejmu w wyborach w 2001 i 2007. W 2006 i 2010 uzyskiwał mandat radnego miejskiego. W 2010 objął stanowisko zastępcy prezydent Łodzi Hanny Zdanowskiej. W lutym 2011 został wykluczony z PiS, w czerwcu tego samego roku założył stowarzyszenie Samorządowa Łódź. W 2013 przystąpił do Platformy Obywatelskiej.
W wyborach parlamentarnych w 2019 uzyskał mandat posła na Sejm IX kadencji, kandydując z listy Koalicji Obywatelskiej w okręgu łódzkim i otrzymując 25 663 głosy. W Sejmie zasiadał w Komisji Finansów Publicznych oraz Komisji Kultury i Środków Przekazu.
W wyborach w 2023 nie uzyskał poselskiej reelekcji (otrzymał 7018 głosów). 26 czerwca 2024 objął mandat posła X kadencji, zastępując wybranego do Parlamentu Europejskiego Dariusza Jońskiego. Został zastępcą przewodniczącego Komisji Polityki Senioralnej. Zasiadł także w komisjach Kultury i Środków Przekazu oraz Komisji Odpowiedzialności Konstytucyjnej.

## Wyniki w wyborach ogólnopolskich
| Wybory | Komitet wyborczy | Komitet wyborczy       | Organ            | Okręg | Wynik          |
| ------ | ---------------- | ---------------------- | ---------------- | ----- | -------------- |
| 2001   |                  | Prawo i Sprawiedliwość | Sejm IV kadencji | nr 9  | 432 (0,13%)    |
| 2007   | Sejm VI kadencji | Prawo i Sprawiedliwość | 3607 (0,85%)     | nr 9  |                |
| 2019   |                  | Koalicja Obywatelska   | Sejm IX kadencji | nr 9  | 25 663 (6,18%) |
| 2023   | Sejm X kadencji  | Koalicja Obywatelska   | 7018 (1,54%)     | nr 9  |                |

## Życie prywatne
Jest żonaty; ojciec trzech synów.